# Степной войлок
Степной войлок — разновидность мертвого напочвенного покрова, почвенный горизонт (слой) из отмерших, слежавшихся, но ещё не полностью разложившихся остатков травянистой растительности, который покрывает поверхность почвы в степях. По своему происхождению и роли в экосистеме степной войлок в степях является аналогом лесной подстилки в лесах. На болотах аналог степного войлока называется очёс.

## Образование степного войлока
Степной войлок формируется под естественными степными сообществами. В них ежегодно, каждую осень надземные органы растений отмирают и ложатся на почву. С этого момента начинается процесс их разложения. На скорость этого процесса влияет количество тепла и влаги. Чем их больше, тем быстрее идет разложение отмершей растительности. Если же холодно или очень сухо, то скорость разложения падает до минимальных значений. В степях благодаря наличию холодных (зима) и засушливых (лето) сезонов, отмершая растительность не успевает разложиться за один год. В результате новый опад наслаивается на старый, и образуется рыхлый ковер из растительных остатков — степной войлок. Он имеет толщину от 2-3 до 5 и более сантиметров.
Образованию степного войлока в естественных условиях мешают пожары, поедание и вытаптывание растительности копытными животными. А на используемых человеком угодьях накоплению степного войлока препятствуют сенокошение и выпас скота. В связи с массовой распашкой степей, в настоящее время степной войлок встречается в основном на небольших участках заповедных степей, которые не подвергаются сенокошению. За пределами заповедников его изредка можно обнаружить на некоторых неудобьях, непригодных для выпаса и сенокошения.
Кроме степного войлока, отмершие органы растений в степях могут существовать в виде ветоши. Ветошью называют засохшие, но не потерявшие связь с растением (стоящие на корню) побеги. Также ветошь обозначают словом калдан. Образование ветоши предшествует образованию степного войлока.
В различных типах степей соотношение степного войлока, ветоши и зеленых побегов различается. Для типичных степей структура наземной фитомассы на 50 % состоит из зеленых побегов, на 35 % из ветоши и на 15 % — из степного войлока. В луговых степях доля зеленых побегов падает до 40—45 %, а ветошь и степной войлока в совокупности составляют 55— 60 % наземной фитомассы. В американских прериях, где выпадает до 1000 мм осадков в год, доля зеленых побегов снижается до 30 % — 20 %, а доля ветоши и подстилки возрастает до 70—80 %.

## Влияние на развитие почв
Степной войлок является первым, верхним горизонтом почвы. Этот горизонт характерен для нераспаханных степных почв. Он является одним из источников образования перегноя. Также его наличие сказывается на увлажнении и температурном режиме нижележащих слоев почвы.
Благодаря степному войлоку улучшается задержание снега на поверхности почвы, а его высокая влагоемкость способствует поглощению дождевых и талых снеговых вод. В результате уменьшается поверхностный сток и увеличивается внутрипочвенный. Наличие этого покрова помогает ослаблению поверхностных потоков воды и таким образом он служит фактором, сдерживающим эрозию.
Также степной войлок имеет хорошие теплоизоляционные свойства. Он уменьшает колебание температуры в почве и сокращает испарение влаги из неё. Кроме того, степной войлок играет роль фильтра, который задерживает вещества, содержащиеся в воде, среди которых могут быть тяжелые металлы, остатки удобрений и пестицидов.
При выращивании некоторых сельскохозяйственных культур применяют мульчирование. Мульча выступает в роли искусственного аналога степного войлока, призванного сохранять влажностный и тепловой режим обрабатываемой почвы.
Степной войлок является дополнительным источником поступления органических веществ в степные почвы (основной источник — отмершая подземная фитомасса, то есть остатки корней). Особенности степного войлока влияют на протекание процесса гумификации в степных почвах. В опаде степей, в отличие от опада широколиственных и хвойных лесов, содержится мало восков, смол, дубильных веществ. Зато в нём много азота, кальция, магния и других элементов питания, полностью нейтрализующих органические кислоты, что облегчает и ускоряет гумификацию. Это определяет насыщенность поглощающего комплекса степных почв основаниями, их нейтральную и щелочную (слабощелочную) реакцию.

## Влияние на развитие растительности

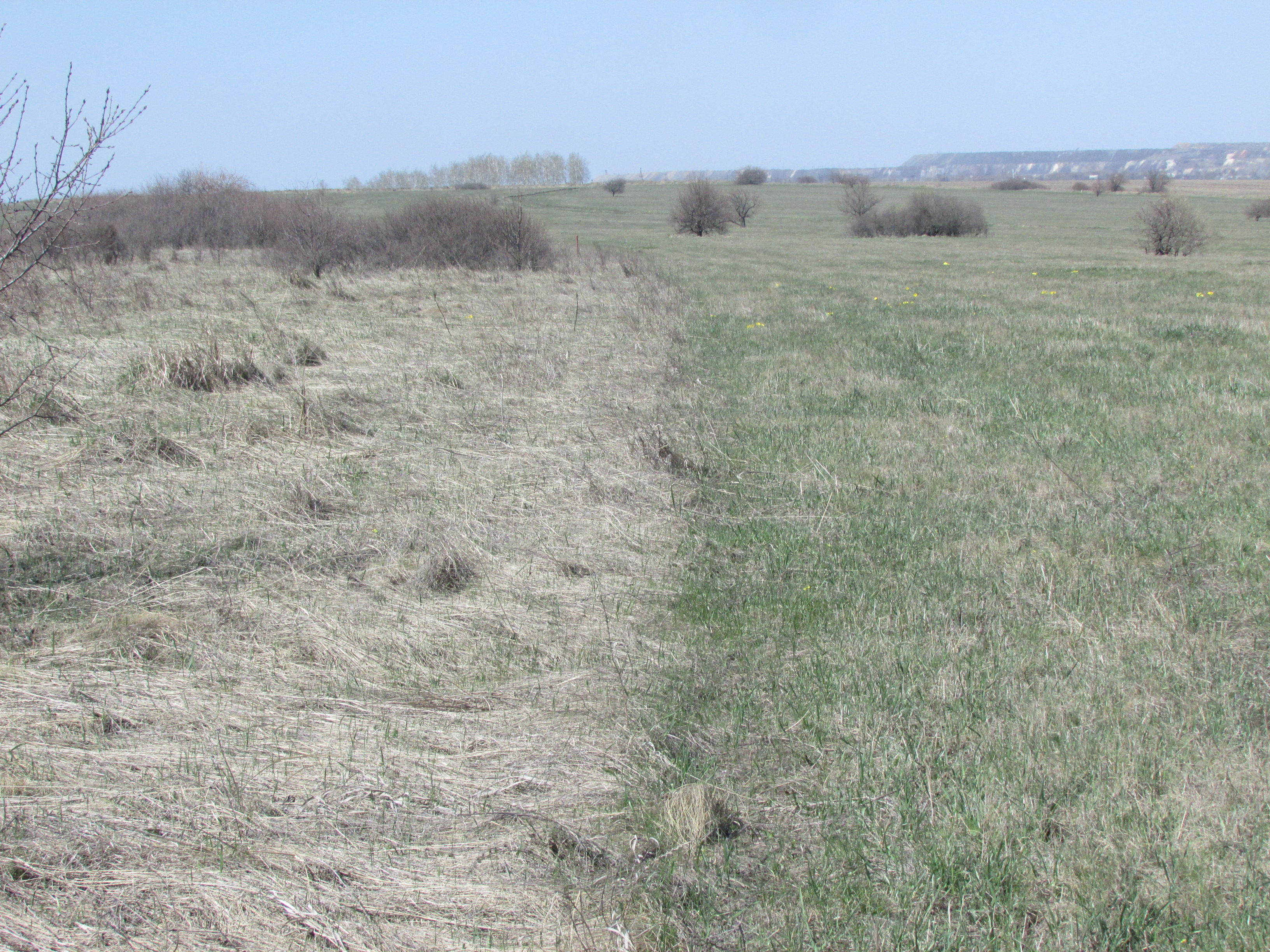
Накопление степного войлока при абсолютно-заповедном режиме в Ямской Степи. Слева — некосимый участок со степным войлоком, справа косимый участок.

Накапливаясь на поверхности почвы, степной войлок образует механический барьер, который мешает степному возобновлению растений. Из-за него семена не могут попасть на почву, а проростки не могут пробиться к свету. Начинает меняться видовой состав степных фитоценозов. Происходит угнетение дерновинных злаков. А корневищные злаки, наоборот, получают лучшие условия для развития и распространения. Ослабление конкуренции со стороны дерновинных злаков дает возможность развиваться кустарникам и даже некоторым видам древесных растений.
В естественных условиях влияние степного войлока на растительность сдерживается животными-фитофагами, прежде всего копытными. До заселения человеком степей Евразии, на них паслись стада сайгаков и тарпанов. В североамериканских прериях такую же роль играли бизоны и вилороги. В современных заповедниках, как правило, стада диких копытных отсутствуют. Поэтому в условиях абсолютно-заповедного режима наблюдается деградация степей. Флористическое разнообразие травянистой растительности падает, разрастаются кустарники, среди которых начинают приживаться отдельные экземпляры деревьев. Чтобы остановить эти процессы, в степных заповедниках прибегают к умеренному вмешательству — проводят сенокошение или ограниченный выпас.

## Степной войлок как среда обитания
В толще степного войлока обитают различные мелкие организмы (членистоногие, водоросли, грибы, бактерии), которые играют важную роль в разложении растительных остатков. Разнообразие и численность обитателей степного войлока сравнительно невелика и меньше, чем в других видах мертвого покрова. Это обусловлено континентальным климатом степей, при котором степной войлок большую часть года находится либо в сухом или мерзлом виде (непригодном для потребления микроорганизмами, грибами, беспозвоночными).